# 笛彦兵衛
笛彦兵衛（ふえ-ひこべえ  ?－?）は、室町時代の能楽笛役者である。本名は檜垣本彦四郎栄次、享禄2(1529)年以降、檜垣本「彦兵衛」栄次と改める。
観世座笛役者の名人日吉左衛門尉国之を師とする。細川澄元の後援のもとに永正17(1520)年以前から活躍しており、天文8(1539)年までの活動の記録がみえる。金春禅鳳の芸談『禅鳳雑談』には「笛もひこ四郎上手」とあって、当時の名人として他流からも高い評価を受けていたようである。
現在の能楽笛方すべての流儀の芸祖。
笛彦兵衛－ 扇屋 ― 春日市右衛門元道 ･･･春日流（戦後に廃絶）
笛彦兵衛－ 千野与一左衛門親久 － 牛尾彦左衛門玄笛 － 牛尾豊前藤八 － 平岩勘七親好 ･･･平岩流（明治期に廃絶）
　　　　　　　　　　　　　　　　　 牛尾彦左衛門玄笛 － 森田庄兵衛光吉 ･･･森田流
笛彦兵衛－ 中村七郎左衛門長親 － 中村又三郎一噌似斎 － □ － □ － 一噌八郎右衛門 ･･･一噌流
　中村七郎左衛門長親 － 馬淵美作守頼元 － 下川丹波守重次丹斎 － 藤田清兵衛 ･･･藤田流